# Grupa Armii Północna Ukraina
Grupa Armii Północna Ukraina (niem. Heeresgruppe Nordukraine) – niemiecka grupa armii utworzona pod koniec marca 1944 roku z jednostek dawnej Grupy Armii Południe. Po walkach we wschodniej Galicji i północnych Karpatach przemianowana we wrześniu 1944 na Grupę Armii A.

## Dowódcy
- generał Walther Model (kwiecień – czerwiec 1944)
- generał Josef Harpe (czerwiec – wrzesień 1944)

## Skład w kwietniu 1944
- 558 Pułk Łączności
- 4 Armia Pancerna
- 1 Armia Pancerna
- 1 Armia (Węgry)

## Skład w sierpniu 1944
- 4 Armia Pancerna
- 17 Armia
- Grupa Armijna Heinrici